# Roncofreddo
Roncofreddo (Romagnolo: Ronchfrédd) là một đô thị ở tỉnh Forlì-Cesenatrong vùng Emilia-Romagna, có cự ly khoảng 90 km về phía đông nam của Bologna và khoảng 30 km về phía đông nam của Forlì.
Roncofreddo giáp các đô thị: Borghi, Cesena, Longiano, Mercato Saraceno, Montiano, Sogliano al Rubicone.